# Richard Forster
Richard Forster [rišár forstèr], švicarski fotograf samouk, * 8. november 1940, Ženeva, Švica.
Najbolj znan je po svojih fotografijah aktov, zlasti v naravnem okolju. Njegova dela so bila objavljena v knjigah in foto revijah, prikazana na samostojnih in skupinskih razstavah, nagrajena na foto natečajih. Forster je dolgoletni član in sodelavec Ženevskega fotografskega društva (Société Genevoise de Photographie).

## Življenje in delo
Forster se je rodil 8. novembra 1940 v Ženevi očetu Walterju, črkostavcu, in materi Marie, rojeni Wohlgemuth. V Ženevo sta se preselila leta 1939 iz kantona Solothurn. Po osnovni šoli in dveh letih na College Modèrne de Genève (Ženevska poklicna šola) se je usposabljal kot vajenec precizne mehanike na Ženevski šoli za mehaniko, nato pa je kasneje študiral in leta 1965 diplomiral na École Technique Supérieure (Višji tehniški šoli), prav tako v Ženevi. Njegova diplomska naloga se je nanašala na konstrukcijo strojnega orodja in pridobil je naziv Ingénieur en mécanique (strojni inženir).
Od leta 1965 naprej je delal na različnih področjih v industriji: razvoj kemičnih konstrukcij, prodaja elektromehanskih in strojnih orodij, razvoj oborožitve. Leta 1981 se je zaposlil kot učitelj na Šoli za javno poučevanje v Ženevi, v Centru za tehnično poklicno usposabljanje, kjer je ostal do upokojitve leta 2005. Poučeval je tehnično risanje, mehaniko, fiziko, matematiko, poslovni menedžment in industrijsko organizacijo.

## Potovanja in fotografija
Forster se je s fotoaparatom soočil že v zelo zgodnjih letih, ko ga je pogosto slikala mama. Pri dvanajstih je dobil svoj prvi fotoaparat, Kodakov Brownie 127, za rojstnodnevno darilo. Z njim je napravil svoje prve fotografije, predvsem krajine in sošolcev. Kasneje je dobil Rolleiflex 4x4 (siv) za črno-belo in Voigtländer Vito BL za barvno fotografijo. Ker ga je zelo veselilo tudi potapljanje, je zasnoval in izdelal vodotesno ohišje za Rolleiflex, in poleti 1957 posnel svoje prve črno-bele podvodne fotografije na Azurni obali, kamor sta se s prijateljem odpravila s kolesom. Premer sprednjega steklenega okenca je bil malo premajhen, zaradi česar so bili posnetki zasenčeni na robovih (vinjetiranje). Kasneje je prešel na pravi podvodni fotoaparat Nikonos V. Leta 1958 je opravil tečaj fotografije za začetnike pri Ženevskem fotografskem društvu (SGP, Société Genevoise de Photographie), kjer je kasneje sodeloval tudi pri poučevanju in drugih dejavnostih.
K fotografiji ga je najbolj pritegnila možnost, da v dojemanju vidnega sveta okoli sebe ne sodeluješ le kot naključni opazovalec, ampak da lahko vključiš tudi svoje ideje in občutke. Da bi razširil svoje obzorje se je odločil, da bo potoval, z denarjem, ki ga je zaslužil z delom na bencinski črpalki med šolskimi počitnicami. Poleti 1961 se je Forster z avtoštopom odpravil po Nemčiji, do Hamburga in dobre izkušnje so leta 1962 botrovale daljšemu potovanju čez Italijo in Jugoslavijo do Turčije in tam čez Kapadokijo do sirijske meje. Leta 1962 je spoznal tudi svojo kasnejšo nevesto Anne-Marie in leta 1963 sta šla z avtoštopom do Škotske, leta 1964 pa sta se s kolesi in šotorom odpravila na razstavo Expo 64 v Lozano. Za poročno potovanje sta leta 1965 z vlakom obiskala Portugalsko, šla sta na najbolj zahodno točko evropske celine v Sagresu. Družinske počitnice so večinoma preživeli v francoskem Sredozemlju, kasneje, ko sta sinova šla že po svoje, pa sta potovala po Švici, Siciliji, Cipru, Benetkah, šla sta še v Pariz, po ameriškem zahodu v letih 1994 in 1999 ter v Ksar Ghilane v Tuniziji.
- Kuba
- Mjanmar
- Peru
- Japonska
- J. Afrika
- J. Afrika
- Maroko
- Kirgizija
- Kolumbija
- Kitajska

Po smrti Anne-Marie leta 2007 je Forster ponovno potoval v Tunizijo, istega leta, leta 2008 v Benetke, na Kitajsko, v Pariz, v Kirgizistan in v Egipt. Leta 2009 je obiskal Vietnam, šel v Kenijo na foto safari in na otok Lanzarote. V naslednjem letu je šel v Maroko, v Pariz, na Japonsko, leta 2011 v Indijo, v Radžastan, spet je odkril tudi Kapadokijo in Korziko. 
Leta 2012 je obiskal alzaške vinograde, sledili so Indokina (Vietnam, Laos, Kambodža) in Kuba, leta 2013 še Islandija in Basel. Leta 2014 se je odpravil v Bruselj, Španijo in Peru, leta 2015 v Mjanmar, v Tokio in Bretanjo. Potem ko je srečal svojo novo sopotnico, sta potovala skupaj: leta 2016 sta odšla v Pariz, na Tajsko in v Jordanijo, leta 2017 na Korziko, leta 2018 v Berlin, Južno Afriko, Kitajsko in Tibet, leta 2019 v Južno Indijo in Kolumbijo.
Čeprav Forsterjev potopisni opus sestavljajo predvsem krajine in reportažne fotografije, so najboljši del njegove potopisne fotografije portreti. Domačinom se je zlahka približal s pomočjo  Lapinuja, zajčka iz cunj, ki mu ga je žena naredila nekaj dni pred svojo smrtjo. Večina njegovih portretov ni posneta v običajnem navpičnem izrezu, ampak v vodoravnem. Na svoji spletni strani s fotografijami aphroditephoto.net, ki jo je na splet postavil leta 2007, je Forster objavil več kot 2000 portretov v 24 zbirkah.

## Akti
Njegova prva muza je bila njegova kasnejša nevesta, in med potovanjem na medene tedne na Portugalsko leta 1965 je posnel njene prve akte na osamljeni plaži v pokrajini Algarve, nadaljeval je med kampiranjem na Elbi leta 1966. V sedemdesetih letih prejšnjega stoletja sta odkrila naturizem in med družinskimi poletnimi počitnicami na nudističnih plažah je Forster lažje prišel do modelov za fotografijo aktov, med novimi znanci. Navdih je našel tudi v aktih, ki povezujejo telo, pokrajino in nebo, Luciena Clerguea, prvega francoskega fotografa te zvrsti, ki je bil sprejet v francosko Akademijo lepih umetnosti (Académie des Beaux-Arts). Z leti si je ustvaril tudi znatno zbirko knjig na to temo, iz katere je lahko črpal. Forster nikoli ni uporabljal profesionalnih modelov, spoznal jih je med priložnostnimi srečanji, tudi prek interneta. Na sestanku pred snemanjem je modelu natančno razložil, kakšna je njegova fotografija, njegov umetniški namen ter tehnične podrobnosti in okoliščine fotografiranja. Velik poudarek je bil na sodelovanju, na ustvarjanju medsebojnega zaupanja, oseba je vedno natančno vedela, kaj se od nje pričakuje.
Najbolj naravno okolje za njegove akte so bila prizorišča blizu vode, kot so peščena ali skalnata morska obala, fotografiral pa je tudi v urbanih okoljih, kot so prazni prostori v še nedokončanih gradnjah ali zapuščene ruševine. Pri svojem delu je vedno iskal tudi nova okolja in nove načine upodobitve. Leta 1987 je Forster med predogledom fotografske razstave Serža Nazarieffa srečal Pierra Strinatija, biologa in jamarja, ki mu je pravil o jamarstvu in njegovih jamskih aktih. Sledilo je več Forsterjevih podzemnih foto snemanj v eni najdaljših švicarskih jam, v jamah Vallorbe, kjer so bile glavne težave 100-odstotna vlažnost, nizka temperatura, le 10 °C in kako postaviti tako osebo kot bliskavice za osvetlitev v krhko, nedotaknjeno okolje. V zaprtih prostorih, v svojem studiu, je Forster posnel večino svojih črno-belih aktov. Eksperimentiral je tudi s črtasto svetlobo na telesu in s simetričnimi, odsevnimi kompozicijami. Problematiko njegovega dela nasploh in njegove najbolj priljubljene tematike, podvodne fotografije, bi lahko ponazorili z dvema njegovima citatoma: 
Fotografija aktov je seveda vedno hoja po robu. Gledalci bodo dela videli vsak po svoje, glede na izobrazbo, kulturo ali starost.
Akti v vodnem in podvodnem okolju me navdušujejo že desetletja. Dobre podvodne fotografije je mogoče doseči le s popolnim sodelovanjem med partnerjema. Dekle mora biti sposobna plavati pod vodo z odprtimi očmi, in zlahka zadrževati dih nekaj časa v dogovorjenem položaju.

Forsterjeva dela so bila objavljena v foto revijah kot so Photographe Amateur, PHOTO (Pariz), PHOTO Magazine SGP, PHOTO SUISSE, Photo Video Expert, Media Expert, in Photo Spiegel, tudi na naslovnicah, pa tudi v knjigah: From the idea to the picture, Hot Nylons, Hot Voyeur Secrets, The Big Book of Boobs, The Best of International Nudes Photography, in Fetish: the Best of International Contemporary Fetish Photography.
Sodeloval je na številnih državnih in mednarodnih foto natečajih, njegova dela so bila izbrana tudi za fotografijo leta: v reviji Photo Suisse leta 1997 v kategoriji Akt - barvna fotografija, v letih 2001 in 2002 v kategoriji Črno-beli akt, leta 2007 v kategorijah Akt - barvna fotografija in Črno-beli akt, v reviji Photographe Amateur pa leta 2001 na temo Zadnje plati.
Več foto natečajev, na katerih so bile njegove fotografije nagrajene, je potekalo pod pokroviteljstvom FIAP (Mednarodna zveza za fotografsko umetnost) in za njegove dosežke mu je FIAP leta 1993 podelila naziv AFIAP (Artiste FIAP).

## Samostojne razstave
Do leta 2022 je Forster samostojno razstavljal v Švici in Franciji:
- 1987 Paysages et Aphrodite [Pokrajine in Afrodita] Galerie La Mansarde, Veyrier
- 1990 Corps en liberté [Osvobojeno telo] Galerie des Unions Chrétiennes, Geneva
- 1993 Rêve entre porte et fenêtre [Sanje med vrati in oknom] Galerie Decovision, Grenchen
- 1995 Femme [Ženska] Galerie du Jardin Alpin, Meyrin
- 1997 Femmes de lumière [Ženske v svetlobi] Galerie La Mansarde, Veyrier
- 1998 Miroir de femmes [Ženske v zrcalu] Galerie Dow Chemical, Meyrin
- 1998 Portraits d'Américains [Ameriški portreti] Galerie Expo Forum, Geneva
- 1998 Filles de la mer [Morska dekleta] Galerie Photo Finish, Carouge
- 1999 Adam [Adam] Galerie de l'Horloge TPG, Geneva
- 1999 Promenade en Bretagne [Sprehod po Bretanji] Galerie Expo Forum, Geneva
- 2000 Lumières intérieures [Notranja svetloba] Galerie Racines, Brétigny
- 2000 Encadrements [Okvirji] Galerie Ferme Rosset, Troinex
- 2002 Le miroir complice [Mirror power] Galerie Corps et Âme, Geneva
- 2002 Éternel féminin [Večna ženstvenost] Galerie de l'Horloge TPG, Geneva
- 2004 Sirènes [Sirene] Galerie Delafontaine, Carouge
- 2004 Hot nylon [Vroče najlonke] Galerie O Mots Doux, Geneva
- 2008 Graffiti sexy [Seksi grafiti] Galerie Ferme Rosset, Troinex
- 2009 Roches sensuelles [Čutne skale] Galerie La Mansarde, Veyrier
- 2010 Femmes sublimes [Sublimne ženske] Galerie de l'Horloge TPG, Geneva
- 2020 Ondines [Vodne vile] Galerie Le Clin d'oeil, Corsier

## Fotogalerija
- Matterhorn, Peninske Alpe, 2005
- Antilopi, Masai Mara, 2009
- Peščena puščava, Douz, 2005
- Glamur, 2011
- Fleur de Chine, 2010
- Premišljevanje v modrem, 2016
- Iz belega v modro, 2011
- Simphonija cevčic, 2011
- Črtaste sence, 2020
- Športnik, 2017
- Telo v krogih, 2000
- Obojestranska privlačnost, 2011
- Igra črt, 2000
- Nebeški vrh, 1989
- Upognjene črte, 2017
- Narava, okrogla in polna, 1995
- Široki pravi kot, 2009
- Na plaži Saint-Aygulf, 2006